# Katherine Villiers, hertiginna av Buckingham
Katherine Villiers, hertiginna av Buckingham, död 1649, var en engelsk hovfunktionär.
Hon var hovdam (lady of the Bedchamber) till Englands drottning Henrietta Maria av Frankrike. 
Hon utsågs till sin tjänst tack vare kungens gunstling George Villiers, 1:e hertig av Buckingham, och hon fick aldrig inflytande över drottningen, som stod i konflikt till Buckingham.
Hon var arvtagare till en förmögenhet och beskrivs som en av landets rikaste kvinnor. Hon konverterade till katolicismen strax efter sitt bröllop och ska ha övertalat även sin make att konvertera. Hon beskrevs allmänt som en av få kvinnor vid hovet som uppförde sig dygdigt. 